# Elbow Cay fyr
Elbow Cay fyr är en fyr på ön Elbow Cay i Bahamas. Det är världens enda aktiva fyr som eldas med fotogen och vars  fyrapparat dras upp för hand.
Fyren byggdes av tegel år 1862 och tändes första gången den 1 september 1863. Den är 27 meter hög och hopbyggd med fyrvaktarbostaden. År 1936 försågs fyren med en Fresnel-lins av första ordningen  från fyren på Gun Cay. Fyrapparaten visar fem vita blixtar var femtonde sekund. Lysvidden är 23 sjömil.
Den röd-vit randiga fyren drivs och underhålls av den ideella föreningen The Elbow Reef Lighthouse Society som tänder och släcker fyren och vrider upp fyrapparatens urverk varannan timme.
Fyren släcktes under en Atlantisk orkan i september 2019, men tändes åter tio dagar senare. Efter en första renovering av fyrvaktarbostaden och hamnen öppnade den åter för besökare i april 2021. Ytterligare renovering har utförts med hjälp från USA.
Fyrplatsen är öppen och fyren kan besökas. Elbow Cay kan nås med färja från Marsh Harbour.